# Olixon
Die weltweit mehr als 28 Arten der Gattung Olixon zählen zur Insektenordnung der Hautflügler (Hymenoptera), innerhalb der Familie der Rhopalosomatidae.
Über die Lebensweise der Olixon-Arten ist wenig bekannt. Von O. australiae weiß man, dass sich deren Larve in einem "Larvensack" an der Körperoberfläche einer Grillenart der Unterfamilie Trigoniidinae entwickelt. Für die nordamerikanische Art O. banksii gibt es zwei Lebendbeobachtungen der erwachsenen Tiere und Hinweise darauf, dass die Larven an Grillen der Gattung Nemobius (Verwandte der Waldgrille) parasitieren. Die erwachsenen Olixon können offenbar sehr schnell laufen und sind nach einer der Beobachtungen angeblich schneller als Sandlaufkäfer (Cicindelidae), welche derzeit zu den am schnellsten laufenden Insekten zählen. Diese Beobachtungen könnten eine Erklärung dafür sein, warum bei vielen Arten verdickte Beine zu finden sind (auch bei den vorderen und mittleren Beinpaaren). Beim Weibchen einer afrikanischen Art wurde das Stridulationsorgan untersucht, welches offenbar alle Olixon-Arten beiderlei Geschlechts besitzen. Es unterscheidet sich in Lage, Aufbau und Feinstruktur kaum von denen der Ameisenwespen (Mutillidae) (siehe dort). Die Arten der anderen Gattungen der Familie Rhopalosomatidae haben kein solches Organ entwickelt, obwohl die Olixon-Arten ansonsten durch eine starke Reduktion morphologischer Merkmale auffallen.
Bei einem elektronenmikroskopisch untersuchten Weibchen der Gattung wurden spezielle Haftstrukturen an allen sechs Füßen gefunden, wie sie z. B. bei Blattkäfern (Chrysomelidae) üblich sind, bei Taillenwespen (Apocrita) jedoch nur sehr selten vorkommen.